# 西游记

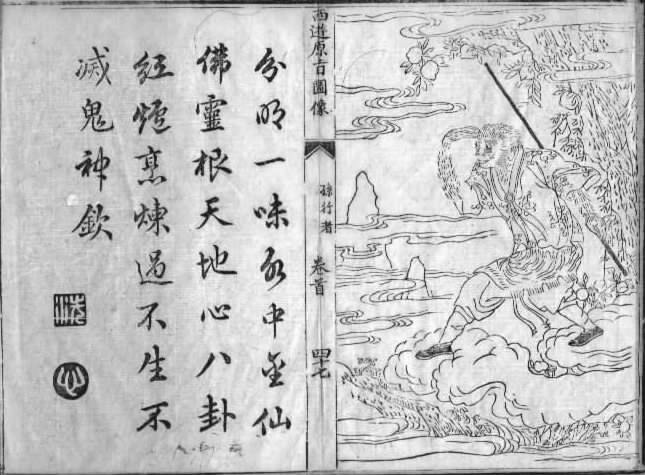
早期版本的西遊記

《西遊記》是中国古代明朝的第一部浪漫主义章回體长篇神魔小说，全書58.5萬字（世德堂本），共100回，中国四大名著之一、四大奇書之一。成书于16世纪明朝中叶，一般认为作者是明朝的吳承恩。書中讲述唐三藏與徒弟孫悟空、豬八戒和沙悟淨等師徒四人前往西天取经的故事，表现了惩恶扬善的古老主题代表作，也有观点认为《西游记》是暗諷权力官場的諷刺小說。
因《西遊記》的傳頌，明清之際吳元泰、吳政泰、余象斗等因而又據佛、道兩教之有關戲曲雜劇和神話傳說，撰寫《東遊記》、《南遊記》和《北遊記》，再加上楊志和之另本《西遊記》，合稱《四遊記》。 
《西遊記》自问世以来，在中國及世界各地广为流傳，被翻译成多种语言。在中国，乃至亚洲部分地区《西遊記》家喻户晓，其中孙悟空、唐僧、猪八戒、沙僧等人物和「大闹天宫」、「三打白骨精」、「孙悟空三借芭蕉扇」等故事尤其為人熟悉。幾百年來，西遊記被改编成各种地方戏曲、电影、电视剧、动画片、漫畫等，版本繁多。

## 故事大綱

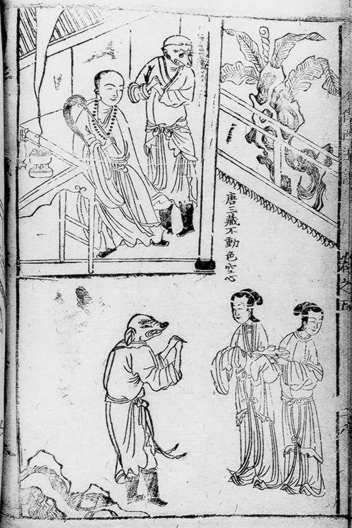
一幅繪於18世紀，描述《西遊記》的板畫

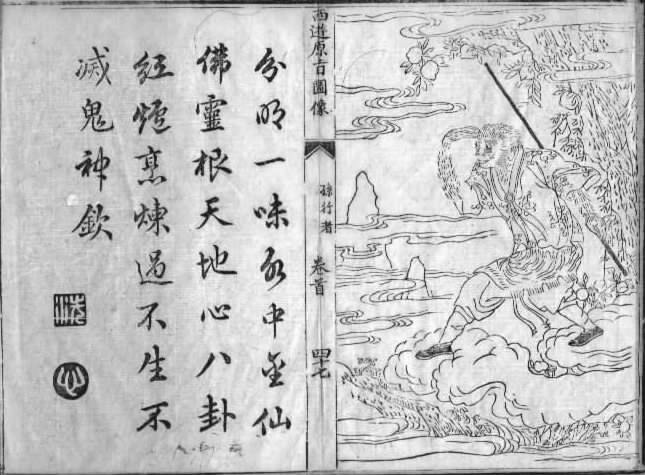
一幅附有插圖的《西遊記》

《西遊記》全書共一百回，可分為四個長短不一的部份。開頭詩為「混沌未分天地亂，茫茫渺渺無人見。自從盤古破鴻蒙，開闢從茲清濁辨。覆載群生仰至仁，發明萬物皆成善。欲知造化會元功，須看《西遊釋厄傳》。」
第一部份是第一回至第七回，介紹故事主角孫悟空的誕生，孫悟空是吸收天地精華而生的石猴，因為向菩提祖師學法而得道，能通地煞七十二變、乘觔斗雲、使如意金箍棒，他驕傲地自稱為齊天大聖，桀驁不馴的行為讓天庭十分頭痛。在他大鬧天宮之後，遭到如來佛祖降伏，如來佛祖將他壓在五行山下長達五百年。
第二部份是第八回至第十二回，介紹名義上的主角唐三藏。故事背景發生在東土（唐朝），當時的中國人不識大乘佛法、成天享樂，如來佛祖派遣觀音菩薩指示唐三藏前往天竺（現今之印度），將無上真經取回東土。這一段概述了唐三藏成為僧侶的過程，也說明他的前世是如來佛祖的高徒羅漢金蟬子，此外描述了唐太宗遊地府的遭遇。
第三部份是自第十三回至第九十九回，描述唐三藏與他的徒弟前往天竺取經的冒險故事，亦即《西遊記》這個標題指涉的故事。唐三藏離開唐國的管轄範圍後，一路上跋山涉水、被妖魔鬼怪侵擾，他離開邊境後所經歷的地域多是虛構的。這段旅途中、許多妖魔都渴望能吃唐三藏的肉，因為吃下之後能長生不老。
第十三回至第二十二回中有几回是写唐三藏收徒弟的故事，唐三藏的徒弟都曾在過去犯下錯誤，受到觀音指點後，答應護送唐三藏取經以將功贖罪。
- 第一個徒弟是孫悟空，出現於第十三回，他因為大鬧天宮而遭佛祖收服。他聰明絕頂、神通廣大但也十分暴躁，唐三藏透過從觀音那兒取得的金箍制伏他。金箍套在孫悟空的頭上，當唐三藏唸緊箍咒，箍會勒緊痛得孫悟空滿地打滾。
- 第二個徒弟是豬八戒，出現於第十九回，他曾是天蓬元帥，能通天罡三十六變，因調戲嫦娥而被貶下凡。雖然戰鬥起來有些可靠，但豬八戒貪吃、好色、懦弱、無能的個性經常拖累其它人，他也常和孫悟空鬥嘴。
- 第三個徒弟是沙悟淨，出現在第二十二回，他曾是捲簾大將，因打破琉璃盞而被貶下凡。沙悟淨沉默寡言、勤奮可靠而且十分忠誠，經常在孫悟空和豬八戒吵嘴時緩頰。
- 另外在第十五回，唐僧和孫悟空行至鹰愁涧時，白龍吃了唐僧的马，又在观音点化下變成唐三藏的坐騎，即白龙马。

第二十二回除了介紹沙悟淨之外，還介紹了流沙河，過了這條地理邊界後，他們就進入一片未知領域。第二十二回至第八十六回可分為二十四個故事，每個故事裡都有不同神通的妖魔鬼怪或惡人，還有著各種不同的場景，例如燃著大火的火焰山、全是女人的女兒國以及各種奇妙的地方。這一部份的故事通常由四個小節組成：第一小節是唐僧被捉走，生命受到威脅，通常是被妖魔捉走，不過偶爾也會被普通人所捉；第二小節是唐僧的徒弟試著找方式救他，通常依靠暴力、偶爾略施小計；第三小節是歷經挫敗，並找其它仙佛協助；第四小節是仙佛下凡收妖、唐僧獲救，繼續踏上旅程。唐僧師徒在這段旅程中總共經歷了八十一難，儘管這些妖魔鬼怪十分強大，但都沒有真正傷害到他們，因為這是如來佛祖安排的試煉。唐僧師徒在第八十七回抵達天竺邊境，而第八十七回至第九十九回的冒險相較於先前雖然少了驚險刺激，但多了異國情調。唐僧師徒最終取得無上真經。
第四部分是第一百回，介绍唐僧師徒返回东土唐朝後發生的事，并描述了他們复返西方后，修成正果獲得到封號。

## 角色

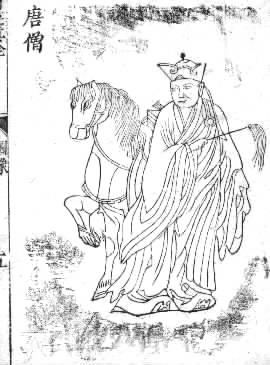
唐僧圖

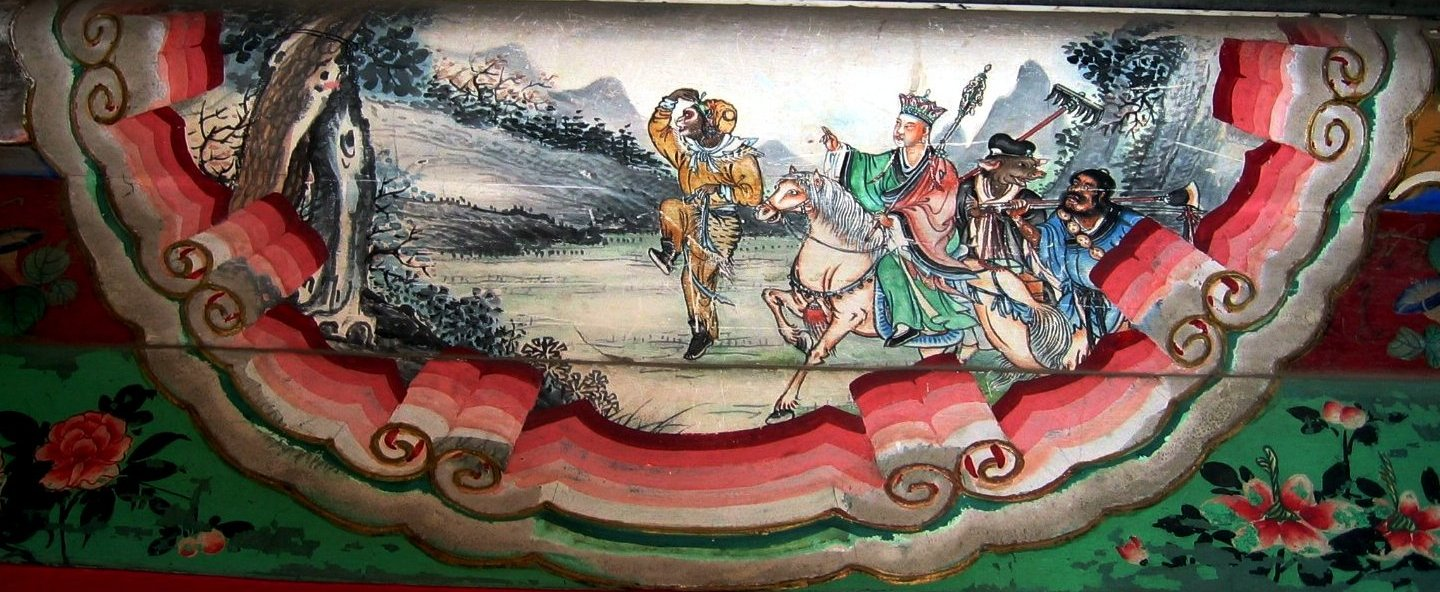
颐和园长廊上的西遊記师徒四人绘画

西遊記的五位主角對應五行：金對應孫悟空，又稱“金公”、“心猿”；木對應豬八戒，又稱“木母”、“木龍”；土對應沙僧，又称“刀圭”、“黄婆”，水、火對應何人書中並未明言，一般認為唐僧对应水（因为“江流儿”），白龍馬對應火，水上火下，方能水火相濟，若反之，火上水下，則火飛水墮，不能互濟也。原著第二回云：「攢簇五行顛倒用，功完隨作佛和仙」，五位主角一同取經，正是「攢簇五行」，以求取道果，若互相分離，則道不成也。另外，道教中有「五氣朝元」之説，五位主角代表五行，一同前往西方極樂，正是象徵「五氣朝元」。
孫悟空之所以叫「金公」，因為他是猴，對應於十二地支中的「申」，按照十二地支與陰陽五行的對應關係，申為陽金，所以叫「金公」。豬八戒又稱「木母」，原因之一是豬對應於十二地支中的「亥」，「亥」屬水，按照五行生剋，水生木，屬水的「亥」就是「木」的母親，所以叫「木母」。沙僧代表「土」，因為他把「金公」和「木母」聚合在一起，並且按照五行與顏色的對應關係，「土」對應的顏色是黃色，所以沙僧又稱「黃婆」。「土」將「金」、「木」、「水」、「火」都調和、融合之後，就變成陰陽二土，合在一起，即「圭」字，對應沙僧的另一個稱號「刀圭」。
- 孫悟空孕育自一顆位於東勝神州花果山上的靈石，該石吸納日月精華，內育仙胞，一日迸裂，產一石卵，見風化為石猴。它率領眾猴在花果山稱王，被敬拜為「美猴王」。牠因見到其它猴子老死而興起求得長生不死之法的念頭，便前往斜月三星洞拜菩提祖師為師。菩提祖師賜牠「孫悟空」之名，授他七十二般變化之法和觔斗雲。孫悟空回到花果山後發現自己的猴子猴孫遭混世魔王打倒，他靠著法術收拾了魔王，並訓練餘下的猴眾，由於苦無稱手兵器，他便進入海龍宮內向東海龍王要得如意金箍棒，又強取上等盔甲。後來他因陽壽已盡，便大鬧地府、竄改生死簿。惹事的孫悟空引起天庭注意，玉皇大帝念在孫悟空是天生地養，便招安他做弼馬溫，但孫悟空因嫌官小受騙受辱，便下凡回花果山。他打敗了三太子、巨靈神和哪吒，並自封齊天大聖。後來，天庭將其二次招安，承認了他自封的「齊天大聖」封號，但有名無祿，是個閒差。此後孫悟空在天界廣交朋友，玉帝怕他閒來生事，叫他代管蟠桃園，但他卻偷吃蟠桃，並在王母娘娘的蟠桃會舉辦之前潛入，偷吃御酒美食，乘醉進入太上老君的宮殿偷吃仙丹。加上自己原本的石頭身體，成了刀槍不入、水火難攻的強者。孫悟空酒醒後發現事情鬧大了，於是返回花果山，玉皇大帝收到報告說孫悟空偷蟠桃、御酒、仙丹等，下令動用十萬天兵前去圍剿，但都無法收服。參加蟠桃會的觀音菩薩向玉帝舉薦二郎神，在孫悟空與二郎神纏鬥時，他被太上老君趁隙用金剛鐲擒拿，並封在八卦爐中連燒四十九日，孫悟空躲在“巽”風口下，火沒有把孫悟空燒死，反而爐中的煙使他練就火眼金睛。孫悟空出來後繼續大鬧天宮，最後被釋迦如來壓於五行山下五百年。五百年後，經觀音菩薩勸化，表示願意給取經人做個徒弟，此後，唐三藏遠赴天竺取經，路過五行山時救下孫悟空並收之為大弟子。唐三藏為了駕馭他便讓他戴上金箍，並透過唸咒來懲罰他。取經路上，孫悟空機智勇敢、神通廣大，他降妖伏魔、屢建奇功，然而數次被師父唐三藏誤解、受到緊箍咒的懲罰，兩度被逐出師門。最後師徒歷經八十一難，終於大功告成取得佛經。在取得佛經後，孫悟空修成正果，被封為「鬪戰勝佛」。

- 唐三藏其原型是唐代僧侶玄奘。在小說裡的他俗姓陳，自小出家、成了佛教僧侶。他實際上是如來佛祖的弟子羅漢金蟬子轉世，不過他並不知情。他被派往天竺取得大乘佛經、以便佛法能在中國傳揚，由於唐三藏無法保護自己，唐太宗便令兩名隨從侍其左右。但他的兩名隨從在離開長安不久後就遭妖怪所殺。觀音菩薩現身告訴三藏，他將會在旅途中遇見三名有力的徒弟。在旅途中，唐三藏不斷地被妖魔鬼怪侵擾，妖怪都希望可以吃到唐三藏的肉，因為吃下他的肉可以長生不老。在取得佛經後，唐三藏修成正果，被封為旃檀功德佛。

- 豬八戒，法號豬悟能。他原為天界率領八萬兵馬的天蓬元帥，後來因酒醉後調戲嫦娥而被貶入凡間，轉世成了豬臉人身的怪物，名為豬剛鬛。唐三藏與孫悟空來到高老庄，高老庄長老告訴他們，三年前招的女婿是妖怪，求唐僧孫悟空解救，於是孫悟空便變化成高翠蘭，打倒豬剛鬛。當豬剛鬛得知孫悟空是唐三藏的弟子後，便主動投入三藏門下，並告知三藏自己也被觀音菩薩告知必須以協助三藏取經來贖罪。豬八戒懂得三十六般變化，手持九齒釘耙作為武器。在旅途中，他好色、懶惰、窩囊的種種表現不時拖累師徒，更屢屢陷唐三藏於生死關頭，但他偶爾也有優異的表現。在取得佛經後，豬八戒被封淨壇使者菩薩，負責代替十方諸佛下凡享用香火供品。

- 沙悟淨如同豬八戒一樣，沙悟淨原本也是天界的一名將軍。他本是捲簾大將，但因為不小心打破玻璃盞而讓他受到玉皇大帝的懲罰，被貶入凡間後、他成了吃人妖怪。他住在流沙河中，襲擊渡河船隻。沙悟淨的武器是降妖寶杖，他在吃人之後會將他們的頭骨收集起來，無聊的時候把玩它們。後來觀音菩薩告訴他、將會有位從東土而來的唐僧路經此地，觀音要他拜唐僧為師。當唐僧和他的弟子來到流沙河時，沙悟淨和孫悟空、豬八戒大打出手，當他得知他們是唐僧的弟子後，便拜唐僧為師共赴天竺。在旅途中，沙悟淨沉默寡言、安份守己，儘管他在戰鬥上的表現不如兩位師兄，但他是三名徒弟中對唐僧最忠誠有禮的。在取得佛經後，沙悟淨被封為八寶金身罗汉菩萨。

- 白龍馬本是西海龍王敖閏的第三太子，雖是唐僧徒弟，但小說中未出現其名，也沒有法號，他因為縱火燒了龍宮殿上的明珠而遭處死刑，後被觀音菩薩救下，命其在蛇盤山等待唐僧西天取經。當唐僧路經當地時，吃了唐僧坐騎。被唐僧收服後，鋸角退鱗，幻化為其跨下白馬代替原先坐騎，共同前往西天取經。他在旅途中最醒目的表現是當唐僧及其它師兄弟都被奎木狼捉拿時，幻化成人形與奎木狼纏鬥。成功取得佛經後，白龍馬功德圓滿，因此被封為八部天龍廣力菩薩。

## 主题
《西游记》富有濃厚的佛教色彩，其隐含意义非常深远，众说纷纭，见仁见智。:26-28可以从佛、道、俗等多个角度欣赏。

### 证道说
《西遊記》作者在書中加入了長生的觀念，作為取經歷程的目的；在西遊記雜劇中，是完全沒有煉丹的思想的。取經者成為修煉成仙的化身，取經歷程，則暗示道士修煉時所遇到的困難和不定，要不斷和「分神」或肉體煎熬搏鬥，還有走火入魔的危險。小說中的山川地理，則有象徵人體器官，如「稀杮衕」比擬結腸，「夾脊關」比擬脊髓。小說乃「將全真功法逐步演出」。悟一子陈子斌评点本《西游记真诠》说：《西游记》讲的是“金丹大道”；刘一明评点本《西游原旨》也承袭了这种观点，说它是“专在养性修真，炼成内丹，以证大道而登仙籍。”:26-28
早期《西遊記》被認為是阐述“金丹大道”（即内丹术）的“丹经”。澳洲柳存仁发现《西游记》中所引用语汇如“金公”、“木母”、“黄婆”、“元神”、“姹女”皆出自全真派内丹理论；很多韵文作品都出自道家典籍，如第八回开始引首词，即引用《鸣鹤余音》卷二的冯尊师的《苏武慢》第五首“试问禅关，参求无数”；第五十回引用马钰的《南柯子·赠众道友》“心地频频扫，尘情细细除”；第九十一回引用《瑞鹧鸪·赠众道契》“修行何处用工夫，马劣猿颠速剪除”；第三十六回引用张伯端的《悟真篇》中的《西江月》“前弦之后后弦前”；第七十八回国丈的大段唯道独尊的话则自《鸣鹤余音》卷九多篇赋中脱胎而来，等等。在36回，悟空等弟子教唐僧「先天採煉」之法，所述結合了《周易參同契》、張伯端《悟真篇》及全真教的思想。
李安綱也表示《性命圭旨》是《西游记》的文化原型，石泰的《还源篇》81章炼丹五言绝句是《西游记》唐僧81难的原型。又如“孫悟空”這個角色主要是指代“人心”的，如書中第七回提示：“猿猴道體配人心，心即猿猴意思深”。第三十一回書：“經乃修行之總徑，佛配自己的元神”，提示中我們故事中的“佛”是指內丹術中的元神。又《西遊記》第九十九回中，唐僧取到的“真經”沒有字，如來佛即點明：“白本者，乃無字真經”。真經乃“修行之總徑”、“真經無字”，可见道教呂洞賓的內丹詩《真經歌》：“真經原來無一字，能度眾生出大羅”，表示元精、元氣。修煉內丹時，元精、元氣充足，能滿足元神的需要。

#### 三教合一
《西遊記》原著中有不少「佛即是仙」的暗示。例如第二回中冩道：「攢簇五行顛倒用，功完隨作佛和仙」，意思是佛和仙祇是名稱不同，修道成功之後，叫哪個名稱都可以。又第一回中對菩提祖師的描述：「大覺金仙沒垢姿，西方妙相祖菩提」，而「大覺金仙」正是對佛的另一種稱謂。又例如第六回中，太上老君在觀音菩薩面前公然宣稱自己當年「過函關，化胡爲佛」，這裡涉及一個老子化胡的典故，意思是老子西出函關之後，到了天竺，化身爲佛，度化胡人，而觀音菩薩竟沒有反駁。
《西遊記》作者這種「佛即是仙」的觀點，並非孤立，在丹經道書中亦大量存在。如劉海蟾祖師《還丹破迷歌》云：「真個佛法便是道，一個孩兒兩個抱」。另一方面，在佛經中，也將佛稱爲「仙」。如《增壹阿含經》卷第一云：「自歸能仁第七仙，演說賢聖無上軌」。其中「能仁」和「第七仙」都是指釋迦牟尼佛。又例如《大方廣佛華嚴經》卷第十二云：「如來於此四天下中，或名：一切義成，或名：圓滿月，或名：師子吼，或名：釋迦牟尼，或名：第七仙，或名：毘盧遮那，或名：瞿曇氏，或名：大沙門，或名：最勝，或名：導師……。如是等，其數十千，令諸眾生各別知見」。
在禪宗祖師語錄中，也經常使用丹道術語，可與道教丹經互相印証，並呼應《西遊記》作者「佛即是仙」的觀點。例如，《圓悟佛果禪師語錄》（大正藏1997）云：「龍吟霧起，虎嘯風生」，又云：「霧起龍吟風生虎嘯，兩口一舌異音同調，文殊普賢佛法見」。陳楠祖師《翠虛篇》云：「身中虎嘯龍吟聲。雖然不見龍之吟，波浪高湧千萬尋。雖然不見虎之嘯，夜深風聲吼萬林」。鐘離權祖師《破迷正道歌》云：「日月擒來兩手中，晝夜打交成一塊，自有龍吟虎嘯聲」。《佛果圜悟禪師碧岩錄》（大正藏2003）云：「龍吟霧起，虎嘯風生」。呂洞賓祖師《五言》（全唐詩: 卷八百五十八）云：「虎嘯天魂住，龍吟地魄來。有人明此道，立使返嬰孩」。呂洞賓祖師《七言》（全唐詩：卷八百五十七）云：「陽龍言向離宮出，陰虎還於坎位生。二物會時爲道本，五方行儘得丹名」。《曇芳和尚集慶路蔣山大崇禧萬壽寺語錄》云：「虎踞龍蟠擁翠微，三動金鉏新雨露」，又云：「千燈續焰，虎驟龍驤，一花五葉，地久天長」。《明覺禪師語錄》（大正藏1996）云：「問：如何是佛法大意？師云：龍吟霧起，虎嘯風生」。
《西遊記》原著中，有直接表述「三教歸一」的觀點。如第四十七回中，孫悟空對國王說：「望你把三教歸一，也敬僧，也敬道，也養育人才。我保你江山永固」。無獨有偶，在丹經道書、禪宗語錄里，也有類似的觀點。例如張三丰祖師《玄要篇》云：「仙是佛，佛是仙，一性圓明不二般。三教原來是一家，飢則喫飯困則眠」。《圓悟佛果禪師語錄》（大正藏1997）云：「修禪道人，隨身卓庵，取名於佛果、老子，因與名之若虛，乃會三為一也，而不出本分事及禪教。永嘉云：體若虛空沒涯岸。佛經云：佛真法身猶若虛空，混元云：深藏若虛。宣尼云：實若虛」。其中「混元」指道教，「宣尼」指孔子，大意是佛道儒三教，雖然外表名相不同，但其實都是指向同一真理。又例如《性命雙修萬神圭旨》云：「世尊名之：空不空，如來藏。老君號之：玄又玄，眾妙門。以此而言道，謂之無上至尊之道；以此而言法，謂之最上一乘之法。三教聖賢皆從此出，修行正路」，又云：「三教一元這個圈，生在無為象帝先。悟得此中真妙理，始知大道祖根源」，又云：「三教法門，同途異轍，跡雖分三，理則一也」。
《西游记》有大量佛教的词汇，如：四大部洲、佛、菩萨等，并且故事也是取经见佛，但它更有道教性命双修的特征，讲阴阳、五行等，具有道教内丹术义理的色彩。佛教以见性为长，道教炼命而著，此是内功；儒教之入世功行为外功。《西游记》是在三教参同思想下形成的，有學者則認為是“扬佛抑道”的倾向。柳存仁更猜測“在明万历二十年金陵世德堂百回本《西游记》出现之前，有一个全真教本的《西游记》小说存在，这个假定可能性是很高的。”

#### 书中的道佛兩教之間的关系
有研究者認為由於《西游记》是唐僧取经的故事，而且书中对道士多有贬斥，因此容易让人认为《西游记》扬佛抑道，但实际上，并非如此，《西游记》对道教和佛教的描写其实很微妙，例如第六回中太上老君在观音面前明言自己“化胡为佛”，观音并没有反驳，可见作者不是站在佛教的立场上来写《西游记》的，在作者看来，佛教就是老子化胡的产物，而書中第七回大覺金仙前來試圖收伏孫悟空時，謙虛地表示自己奉玉皇大天尊之命，前来救驾。
然而，王雪卿批駁了道教及佛教的一些信奉者所提出的《西遊記》是宣揚宗教教義的道書或佛書這一説法，她聲稱《西游记》對道教及佛教都有頗為諧謔的描述，總體來説，作者對於佛教的態度比其對於道教的態度更為溫和。

### 度亡説
許蔚聲稱《西遊記》中前往西天之旅可以被視為往生極樂之旅，這可以被視為民間宗教對破獄度靈一事的重視的一種體現。

### 心学说
谢肇淛称：“《西游记》蔓衍虚诞，而其纵横变化，以猿为心之神以猪为意之驰，其始之放纵，上天下地，莫能禁制，而归于紧箍一咒，能使心猿驯服，至死靡他，盖亦求放心之喻，非浪作也。《西游记》为三教合一心学也。”:26-28

### 劝学说
清朝学者张书绅在《西游记总论》、《新说西游记自序》、《新说西游记总批》中说：“至谓证仙佛之道，则误矣……予今批《西游记》一百回，亦一言以蔽之曰‘只是教人诚心为学，不要退悔’。……证圣贤儒者之道，今《西游记》，是把《大學》诚意正心，克己明德之要，竭力备细，写了一尽，明显易见，确然可据，不过借取经一事，以寓其意耳，亦何有于仙佛之事哉？”:26-28

### 諷刺说
部分研究人士認為，《西遊記》其實帶有吳承恩本人在實際遭遇上的不平的抒發與寄託，表面上是個以取經為主軸的小說，中間穿插孫悟空與豬八戒間的逗趣幽默，但實質上是對當時明朝的政治環境，“讽刺揶揄则取当时世态，加以铺张描写。”
嘉靖年間，明世宗迷信道教，靠著方士的房中術纵欲无度，嚴嵩等因善寫青詞而備受寵信，朝政昏亂。《西遊記》裡面主要是道教的思想，卻反對道士，支持佛教僧人，可能是對當時政局的反抗。
所謂的暗喻、影射，小說中的主角「孫悟空」被設定為猴，而非人，意味著：雖有近似人的形體，但卻不是人，依然被視為被異類來看待，這表示在明朝為官者，良官雖有官職官位，但卻被其他貪官群所排擠。孫悟空雖多次遭唐僧誤會、責備而氣憤，但最後依舊會在危難時回來解救，此表示忠臣遭誣陷，但仍不損其忠君愛國之心。
其次，「豬八戒」所扮演的正是君側的貪官小人，「唐三藏」則是昏庸皇帝，至於「沙悟淨」則是默默受欺的百姓，小說過程中豬八戒經常巴結、討好唐三藏，但也時常惡意中傷孫悟空（排擠良臣），同時也頻頻欺壓比其更晚加入取經隊伍的沙悟淨（惡官欺壓百姓），而唐三藏的反應經常是輕信豬八戒而誤會、責備孫悟空，遇自稱神佛之人物便拜、貌似可憐之人便救，有火眼金睛能辨妖邪的悟空善意提醒但常遭三藏斥責，迂腐昏庸不分是非，另一方面沙悟淨也經常默默受欺而少有怨言。

### 玩世说
胡适在《西游记考证》中说：“《西游记》所以能成世界的一部绝太神话小说，正因为《西游记》里种种神话都带着一点诙谐意味，能使人开口一笑，这一笑就把那神话‘人化’过了，这种诙谐的里面含有一种尖刻的玩世主义。《西游记》的文学价值正在这里……这几百年来读《西游记》的人都太聪明了，都不肯领略那极浅极明白的滑稽意味和玩世精神，都要妄想想透过纸背去寻那‘微言大义’，遂把一部《西游记》罩上了儒释道三教的袍子；因此，我不能不用我的笨眼光，指出《西游记》有了几百年逐渐演化的历史；指出这部书起于民间的传说和神话，并无‘微言大义’，可说。至多不过是一部很有趣味的滑稽小说，神话小说。”同时指出孙悟空源自印度神话“猴行者的故事确曾从巫支祁的神话里得着一点暗示，也未可知。我总怀疑这个神通广大的猴子不是国货，乃是一件从印度进口的。也许连巫支祁的神话也是受了印度影响而仿造的。”:26-28:10-12
鲁迅传承了胡适的观点，归为“明之神魔小说”，“奉道流羽容之隆重，极于宋宣和时，元虽归佛，亦甚崇道，其幻惑故流遍行于人间，明初稍衰，比中叶而复板显赫，成化时有方士李孜、释继晓，正德时有色目人于水，皆以方技杂流拜官，荣华熠耀，世所企美，则妖妄之说自盛，而影响且及于文章。且历来三教之争，都无解决，互相容受，乃曰‘同源’，所谓义利邪正善恶是非真妄诸端，皆混而又析之，虽无专名，谓之神魔，盖可舷括矣。其在小说，则明初之《平妖传》已开其先，而继起之作尤彩。作者虽儒生，此书则实出于游戏，亦非语道，故全书仅偶见五行生克之长谈，尤未学佛，故未回至有荒唐元稽之经目，特缘混同之教，流行来久，故其著作，乃亦释迦与老君同流，真性与元神杂出，使三教之徒，皆得随宜附会而已。”:10-12
劉瓊云表示她認同玩世説的正確性，她舉出了作者在書中所作的各種對唐僧及仙佛的具諷刺性的描述作為理據。

### 脱冕説
王雪卿聲稱玩世説只是部份正確的，王雪卿聲稱雖然《西遊記》的作者多次在書中揶揄道佛兩教，但是這不一定顯示作者完全不打算藉此表達其在宗教方面上的看法，王雪卿聲稱作者在書中對道佛兩教的揶揄可能源自道家典籍及禪宗典籍上所記載的一些公案，王雪卿聲稱作者試圖通過這種「神聖的褻瀆」來顛覆傳統的觀念，從而使文化得以被更新，《西遊記》的宗教觀重點並不在誰是「中心」、最高的宗教，而是佛道合體後，彼此的兩相扶持，作者在書中對道教作出了較多批判此舉，反映了他對於大明帝國崇道貶佛這一行為的看法和自己所持有的關於道教與佛教之間的鬥爭上的觀點，這當中確實存在著一些不合乎佛、道教義的「誤讀」，這些有意或無意的「誤讀」，傳遞出來的《西遊記》卻是「實出於遊戲，亦可語道」。

## 世界观
三藏取经路线
| 部洲     | 地名                    | 到达回数   | 途中遇到的妖魔                                         |
| -------- | ----------------------- | ---------- | ------------------------------------------------------ |
| 南赡部洲 | 唐国长安                | 第十二回   |                                                        |
| 南赡部洲 | 唐国法门寺              | 第十三回   |                                                        |
| 南赡部洲 | 唐国巩州城              | 第十三回   |                                                        |
| 南赡部洲 | 唐国河州卫              | 第十三回   |                                                        |
| 南赡部洲 | 唐国双叉岭              | 第十三回   | 寅将军、山君、处士                                     |
| 南赡部洲 | 两界山                  | 第十四回   | 五行山心猿                                             |
| 西牛贺洲 | 西番哈咇国 蛇盘山鹰愁涧 | 第十五回   | 西海龙王三太子                                         |
| 西牛贺洲 | 观音禅院                | 第十六回   | 黑风山熊罴怪                                           |
| 西牛贺洲 | 乌斯藏国高老庄          | 第十八回   | 福陵山云栈洞猪刚鬣                                     |
| 西牛贺洲 | 浮屠山                  | 第十九回   |                                                        |
| 西牛贺洲 | 黄风岭                  | 第二十回   | 黄风洞黄风怪                                           |
| 西牛贺洲 | 流沙河                  | 第二十二回 | 卷帘大将沙悟净                                         |
| 西牛贺洲 | 万寿山五庄观            | 第二十四回 |                                                        |
| 西牛贺洲 | 白虎岭                  | 第二十七回 | 白骨夫人                                               |
| 西牛贺洲 | 黑松林                  | 第二十八回 | 碗子山波月洞黄袍怪                                     |
| 西牛贺洲 | 宝象国                  | 第二十九回 | 碗子山波月洞黄袍怪                                     |
| 西牛贺洲 | 平顶山                  | 第三十二回 | 莲花洞金角大王、银角大王、压龙山九尾狐狸、狐阿七大王   |
| 西牛贺洲 | 宝林寺                  | 第三十六回 |                                                        |
| 西牛贺洲 | 乌鸡国                  | 第三十七回 | 狮猁王                                                 |
| 西牛贺洲 | 枯松涧                  | 第四十一回 | 火云洞圣婴大王                                         |
| 西牛贺洲 | 黑水河                  | 第四十三回 | 泾河龙王第九子鼍龙                                     |
| 西牛贺洲 | 车迟国                  | 第四十四回 | 虎力大仙、鹿力大仙、羊力大仙                           |
| 西牛贺洲 | 通天河                  | 第四十七回 | 莲花池金鱼                                             |
| 西牛贺洲 | 金皘（鸊、兜）山        | 第五十回   | 金皘（鸊、兜）洞独角兕                                 |
| 西牛贺洲 | 子母河                  | 第五十三回 | 解阳山聚仙庵如意真仙                                   |
| 西牛贺洲 | 西梁国                  | 第五十四回 | 琵琶洞蝎子精                                           |
| 西牛贺洲 | 草舍                    | 第五十八回 | 六耳猕猴                                               |
| 西牛贺洲 | 火焰山                  | 第五十九回 | 翠云山芭蕉洞鐵扇公主、牛魔王 积雷山摩雲洞玉面公主      |
| 西牛贺洲 | 祭赛国                  | 第六十二回 | 乱石山碧波潭万圣龙王、九头虫                           |
| 西牛贺洲 | 荆棘岭木仙庵            | 第六十四回 | 十八公、孤直公、凌空子、拂云叟、杏仙                   |
| 西牛贺洲 | 小雷音寺                | 第六十五回 | 黄眉大王                                               |
| 西牛贺洲 | 驼罗庄                  | 第六十七回 | 红鳞大蟒                                               |
| 西牛贺洲 | 朱紫国                  | 第六十八回 | 赛太岁                                                 |
| 西牛贺洲 | 盘丝岭                  | 第七十二回 | 盘丝洞蜘蛛精                                           |
| 西牛贺洲 | 黄花观                  | 第七十三回 | 百眼魔君                                               |
| 西牛贺洲 | 狮驼国狮驼岭            | 第七十四回 | 狮驼洞青毛狮子怪、黄牙老象、云程万里鹏                 |
| 西牛贺洲 | 比丘国                  | 第七十八回 | 白鹿、白面狐狸                                         |
| 西牛贺洲 | 镇海禅林寺              | 第八十回   |                                                        |
| 西牛贺洲 | 陷空山                  | 第八十一回 | 無底洞地湧夫人                                         |
| 西牛贺洲 | 灭法国                  | 第八十四回 |                                                        |
| 西牛贺洲 | 隐雾山                  | 第八十五回 | 折岳连环洞南山大王                                     |
| 西牛贺洲 | 天竺国凤仙郡            | 第八十七回 |                                                        |
| 西牛贺洲 | 天竺国玉华县            | 第八十八回 | 竹节山九曲盘桓洞九灵元圣                               |
| 西牛贺洲 | 天竺国金平府            | 第九十一回 | 青龙山玄英洞辟寒大王、辟暑大王、辟尘大王（俗稱犀牛精） |
| 西牛贺洲 | 天竺国百脚山布金禅寺    | 第九十三回 |                                                        |
| 西牛贺洲 | 天竺国都                | 第九十三回 | 蟾宫玉兔                                               |
| 西牛贺洲 | 天竺国铜台府地灵县      | 第九十六回 |                                                        |
| 西牛贺洲 | 天竺国灵山雷音寺        | 第九十八回 |                                                        |

## 与大乘佛教不同之处
《西遊記》作為著名小説，把不同宗教及學派的部份思想雜糅在一起，例子如下：
- 《西遊記》中太上老君住在「離恨天兜率宮」里，而道教中的太上老君是居住在大赤天太清境[19]，大乘佛教里，释迦牟尼成佛前，是住在兜率天，从兜率天降生人间成佛。未来成佛的弥勒，住在兜率天。
- 《西遊記》中释迦牟尼佛跟阿弥陀佛是同一尊佛，释迦如来第一次见到孙悟空，自我介绍说道：“我是西方极乐世界的释迦牟尼尊者，南无阿弥陀佛。”
- 《西遊記》中六道轮回是“行善的升化仙道，尽忠的超生贵道，行孝的再生福道，公平的还生人道，积德的转生富道，恶毒的沉沦鬼道”。而佛教的六道轮回是“1. 天道；2. 阿修罗道；3. 人道；4. 畜牲道；5. 饿鬼道；6. 地狱道。
- 第十二回《玄奘秉诚建大会，观音显像化金蝉》 观音菩萨说：“玄奘谈的是小乘教法“大乘教法在大西天天竺国大雷音寺”于是唐太宗派遣玄奘到西天取经，而事实上，在玄奘取经前，唐朝当时已经流行大乘佛教了。玄奘西行求法的原因是，玄奘有感各地佛理说法不一，特别是当时流行的摄论师、地论师两家有关法相之说也多有乖违，因此渴望得到总赅三乘学说的《瑜伽师地论》以解疑惑。
- 在《西遊記》中，如來佛祖等佛老菩薩及眾多僧尼居住在位於靈山山頂的大雷音寺裏，靈山一帶被稱為西天，其位於西牛賀洲，但在大乘佛教神話中，西天是指位于西边的极乐世界，不是指天竺[20]。

## 艺术成就

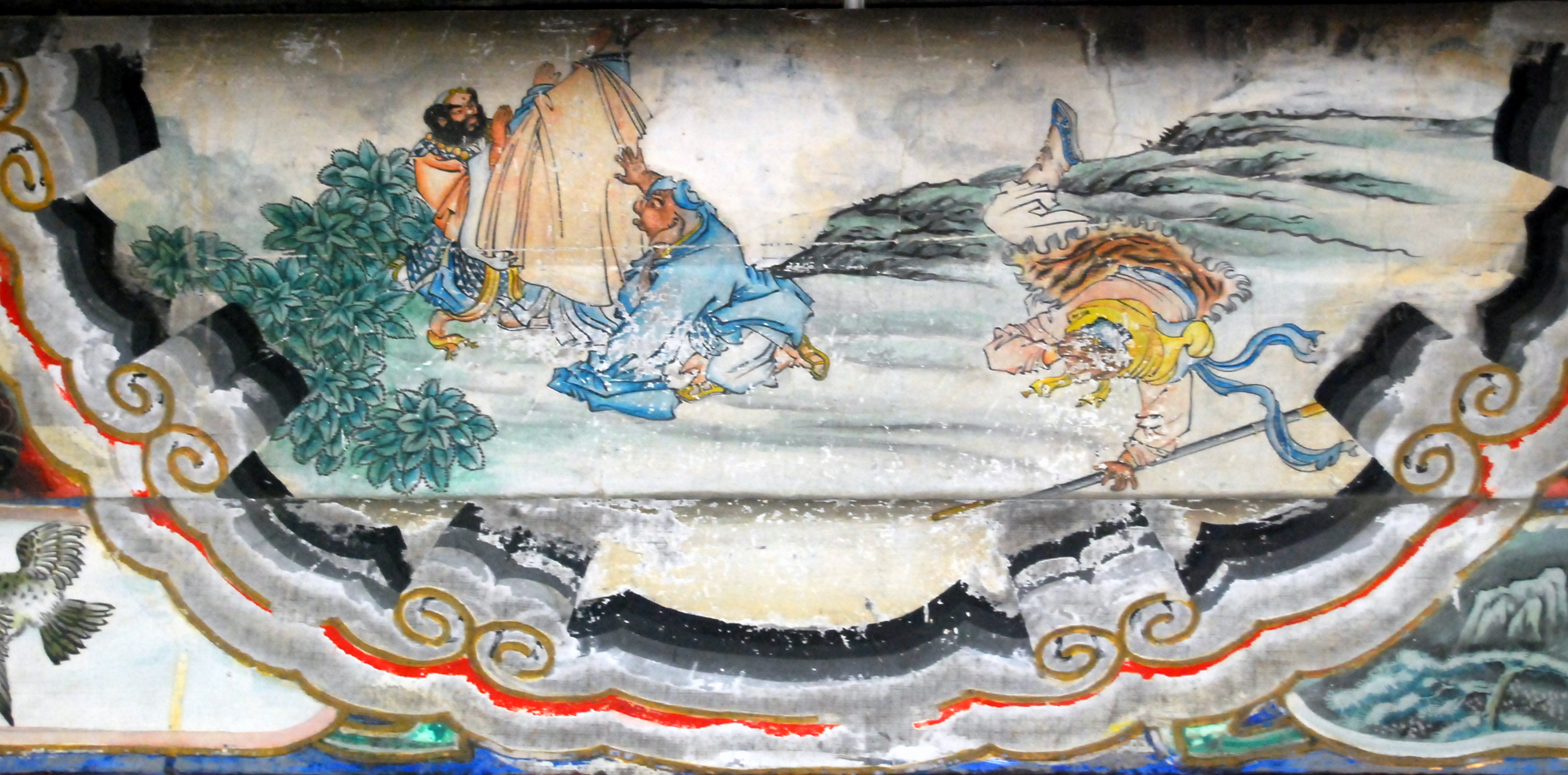
颐和园长廊中关于西游记故事的彩绘，图为唐僧师徒四人，唐僧正在念紧箍咒

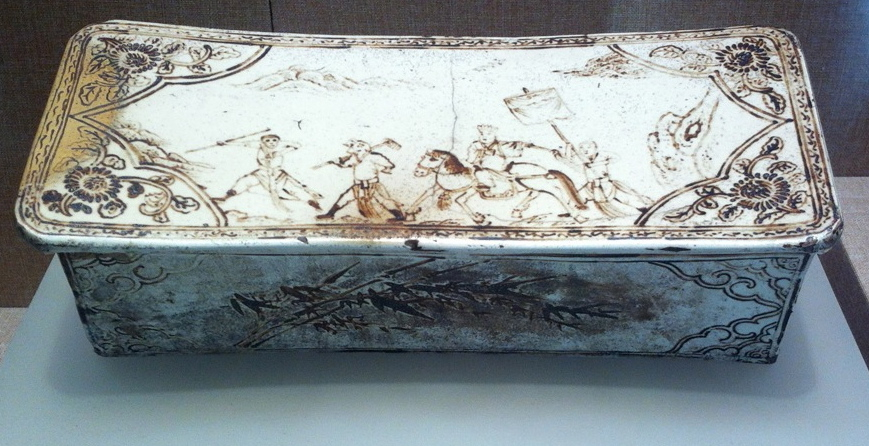
元代瓷枕，上绘西游记故事，藏广东省博物馆

### 结构特点
《西游记》分为三大部分，前七回为第一部分，讲述了孙悟空的出身，经历和性格，主要事件是大闹天宫。第二部分是江流儿的故事，讲唐僧的出身，家世，魏征梦斩泾河龙、唐王入冥，为取经做伏笔。第三部分从第十三回到全书的末尾，写八十一难，取经成佛。第三部分为全书的重点，八十一难的描写，包括四十一个小故事，前后联系、互相串联。:38-40

### 幻想豐富
《西遊記》是中國神魔小說、神話文學以及浪漫文學的代表作。故事想像奇特，幻想豐富，情節神奇莫測，緊張曲折，佈局嚴謹，文境恣肆，創造出無數引人入勝的故事，成功塑造許多生動的神話人物形象。
《西游记》创作了一个光怪陆离、神奇瑰丽的虚幻神话世界，有真有假，亦假亦真，有佛教的天堂地狱、道教的天宫神仙、民间的土地神、庙王，还有一群各色妖怪。人物塑造上，把人、神和动物原型的特点，巧妙的结合在一起。有浪漫主义的幻想，也有细节的合理和真实。浪漫主义的一个特点是人物形象的塑造。如：老鼠精住在无底洞；蝎子精有个蜇人的尾巴；白象王用鼻子卷人；狮子王一口吞入十万天兵；蜘蛛精的肚脐眼冒出蜘蛛丝，都符合动物的原型，也富有神奇的想象。浪漫主义的另一个特点是夸张的描写方法。孙悟空，一个筋斗十万八千里；金箍棒可长可短，可大可小；芭蕉扇，可以把人扇出八万四千里，同时又可以含在嘴里；流沙河，飘不起鹅毛；火焰山可以融化任何物品；人参果是三千年一开花三千年一结果。:40-42

### 诙谐讽刺
《西遊記》善於諷刺現實中的醜惡事物，並揭露可笑可鄙的現象，詼諧幽默惹笑。所描寫的幻想世界和神話人物，都賦予人情世故的精神實質，和現實生活現實思想的基礎，寄託了作者的美好願望。善意的嘲笑、辛辣的諷刺，以及嚴峻的批判藝術地結合起來，使不少章回妙趣橫生，圓滿地表達了深刻的思想內容，與作者的鮮明愛憎。
诙谐、讽刺的语言是《西游记》的一个重要特点。从玉皇大帝、老君、如來佛祖、阿儺、迦叶、各国的国王都是作者笔下的讽刺对象，如猪八戒挖苦朱紫国王说：“这皇帝失了体统，怎么为老婆就不要江山？”；孙悟空在花果山时说“大王我是老孙，我们都姓孙，是二孙、三孙、细孙、小孙……家孙、一国孙、一窝孙！”:42-48

### 语言生動
《西遊記》用經過提煉加工的活口語寫成，活潑生動，語言有散文、有韻語，汲取了民間說唱和方言口語的精華。善於運用對話形式，往往在對話中滲透人物的個性特徵。書中夾雜不少詩詞歌賦，而散文、韻文又穿插配合得非常自然。
《西游记》中的语言是口语化、通俗化、散文化和韵文化。如猪八戒骂孙悟空“破猴子！弼马温！”、“毛脸雷公嘴”；孙悟空叫土地神和老君、玉帝等是“老儿”。同时书中有许多方言，如：“拐呀拐的”、“蹦呀蹦的”、“溜呀溜的”。书中的谚语、俗语也是一大亮点，如“树大风高风撼树、人为名高名丧人”、“强龙不压地头蛇”、“大海裡翻了豆腐船，汤裡来，汤裡去”。韵文化的句子主要表现为一些诗词歌赋的咏叹。如第十三回“双叉岭伯钦留僧”的诗句“寒飒飒雨林风、响潺潺涧下水。香馥馥野花开，密丛丛乱石磊。闹嚷嚷鹿与猿，一队队獐和鹿。喧杂杂鸟声多，静悄悄人事靡。那长老，战兢兢的不宁，这马儿，力怯怯蹄难举”:48-58。

## 影響、地位
见西游记成立史#后续发展

## 衍生作品
- 西遊記的衍生作品列表

## 版本
中国现存的古本有：
- 金陵世德堂本：今存最早刻本，现存刻本其中第76—80回，91—100回残缺。世德堂本《西游记》卷首有陈元之的序，云：“《西游》一书，不知其何人所为。或曰出天潢河侯王之国’，或曰出八公之徒，或曰出王自制。”
- 西遊真诠：清朝陈士斌点评
- 华阳洞天主人校本
- 西遊証道書
- 新說西遊記
- 西遊原旨：清朝内丹家刘一明的著名证道本，阐述道家金丹大道。
- 通易西遊正旨

### 續書
在中國文學史上，《西遊記》同其他小說一樣，有眾多的續書，最為著名的有以下三部，合稱「《西遊記》三大續書」。
- 《后西游记》，清代小说，作者不详，现存版本仅标明“天花才子评点”字样。
- 《续西游记》是《西游记》的一部续书，共一百回。
- 《西游补》明代章回体长篇白话神魔小说，《西游记》续书之一。明末清初董说（字若雨，法名南潜）作，共十六回。

其他作品也會借用《西遊記》中的角色，如明代的《南遊記》中出現了孫悟空，《薛丁山征西》中登場了取經回唐的唐三藏師徒四人跟紅孩兒、鐵扇公主母子。而《薛丁山征西》故事是距離《西遊記》的事件53年後，其中鐵扇公主是一位居住在火焰山的修行居士。樊梨花對陣五龍公主時受阻於其陣法，樊梨花派了秦漢及竇一虎請求協助；秦漢往西天觀音寺，竇一虎則以土行術前往火焰山，商借芭蕉扇一用，承諾用畢即還，果真借得芭蕉扇。但回營覆令時被不明所以的善财童子（紅孩兒）誤會是賊，幸秦漢趕到化解誤會。後破五龍陣之魔性火，由善财童子帶回歸還。
- 《西游记传》，为明代杨致和编撰的小说，为《西游记》的简略改编版本，剧情里唐太宗入冥情节与唐代《朝野佥载》的记载类似。

到了近現代，與新興的電影電視相結合，《西游记》又出現了各種不同的改編和續書。

### 譯本
《西遊記》还被翻译成了多种语言，译名也有多种：《圣僧的天国之行》、《一个佛教徒的天国历程》、《猴》、《猴王》、《猴与诸神魔历险记》。在其他国家，《西遊記》最早的正式译本是18世纪中叶的日文译本。
英文譯版於1983年由比較文學家余國藩博士翻譯而成，譯名為《Journey to the West》。余博士對此提供了詳盡的學術性介紹及詮釋。